# Inibidor da 5-alfarredutase
Inibidores da 5α-redutase são um grupo de medicamentos com atividade antiandrogênica usados no tratamento de hiperplasia prostática benigna e alopécia androgênica (ou androgenética). Estes fármacos diminuem os níveis de 5α-redutase disponíveis antes da ligação da testosterona a essa enzima, conseqüentemente diminuindo os níveis de di-hidrotestosterona que deriva desta ligação.

## Exemplos
- Finasterida
- Dutasterida
- alfatradiol